# جف هورن
جف هورن (انگلیسی: Jeff Horn؛ زادهٔ ۴ فوریهٔ ۱۹۸۸) بوکسور اهل استرالیا است.